# 下鎮區 (新澤西州)
下鎮區（英語：Lower Township）是位於美國新澤西州開普梅縣的一個鎮區。

## 地方資料
下鎮區的面積為80.45平方千米，當中陸地面積為70.91平方千米，而水域面積為9.54平方千米。根據2020年美國人口普查的數據，當地共有人口22057人，而人口密度為每平方千米274.17人。